# Ashkam Kūh
Ashkam Kūh (persiska: اشکم کوه) är en ort i Iran.   Den ligger i provinsen Kerman, i den sydöstra delen av landet, 1 000 km sydost om huvudstaden Teheran. Ashkam Kūh ligger 1 371 meter över havet och antalet invånare är 208.
Terrängen runt Ashkam Kūh är kuperad åt sydväst, men åt nordost är den bergig.Runt Ashkam Kūh är det glesbefolkat, med 17 invånare per kvadratkilometer. Närmaste större samhälle är Mardehek, 13,6 km söder om Ashkam Kūh. Omgivningarna runt Ashkam Kūh är i huvudsak ett öppet busklandskap.